# Friedrich Loeffler
Friedrich August Johannes Loeffler, född 24 juni 1852 i Frankfurt an der Oder, död 9 april 1915 i Berlin, var en tysk bakteriolog.
Loeffler blev medicine doktor 1874 och kom som militärläkare in på hygienen och anställdes 1879 vid Reichsgesundheitsamt i Berlin. Åren 1888–1899 var han professor i hygien vid Greifswalds universitet, varefter han förflyttades till Berlin som extra ordinarie och från 1900 ordinarie ledamot av Gesundheitsamt. Från 1913 var han ledare för Robert Koch-Institut i Berlin.
Loeffler utförde tillsammans med Robert Koch och Georg Gaffky undersökningar om desinfektion med vattenånga, och var den förste som påvisade det tillstånd som kallas immunitet. Han publicerade ett mycket stort antal avhandlingar, i vilka han bland annat meddelade upptäckten av rotsbacillen (1882), difteribacillen (1884), pseudodifteribacillen (1887), svinpestens bacill (1886). Han försökte framkalla immunisering vid mul- och klövsjuka, men lyckades inte att identifiera mikroben. Han förbättrade den bakteriologiska tekniken genom att införa bruket av betmedel. Han redigerade från 1887 tillsammans med Rudolf Leuckart och Oscar Uhlworm Central-Blatt für Bakteriologie.